# روبرت ديشان
روبرت ديشان هو سياسي كندي، ولد في 6 يناير 1940 في كندا. حزبياً، نشط في Action démocratique du Québec ‏ والكتلة الكيبيكية. وقد انتخب عضو الجمعية الوطنية في كيبك ‏ عن دائرة Saint-Maurice (provincial electoral district) ‏ (26 مارس 2007 – 8 ديسمبر 2008).